# أولاد زياد (المخاليف الشمالية)
أولاد زياد هو دُوَّار يقع بجماعة أمخاليف، إقليم الصويرة، جهة مراكش آسفي في المملكة المغربية. ينتمي الدوّار لمشيخة المخاليف الشمالية التي تضم 10 دواوير. يقدر عدد سكانه بـ 772 نسمة حسب الإحصاء الرسمي للسكان والسكنى لسنة 2004.

## روابط خارجية
- البوابة الوطنية للجماعات الترابية
- المندوبية السامية للتخطيط